# 최성각
최성각(1955년~)은 대한민국의 소설가이자 환경운동가이다. 강원 강릉 출신이다. 2009년 현재 '풀꽃평화연구소' 소장이며, 《녹색평론》 편집자문위원이다.
1986년 동아일보 신춘문예를 통해 등단했다. 1990년대초 서울 상계동 쓰레기 소각장 반대운동으로 환경운동을 시작했다.

## 주요 작품
- 《잠자는 불》
- 《택시 드라이버》
- 《부용산》
- 《사막의 우물 파는 인부》
- 《달려라 냇물아》산문집. 2007년.
- 《버려진 것들의 생명력》